# IRC-Operator
Ein IRC-Operator, kurz IRC-Op, ist eine Person mit besonderen Privilegien im Internet Relay Chat.
IRC-Ops nehmen operative Aufgaben im Betrieb eines IRC-Servers bzw. IRC-Netzwerkes wahr. Welche Aufgaben dies sind, und welche Privilegien ein IRC-Op hat, ist von Netz zu Netz sehr unterschiedlich. Oftmals gibt es verschiedene Typen von IRC-Ops mit unterschiedlichen Aufgaben und Berechtigungen.
Oft vorkommende und übliche Aufgabenbereiche sind:
- über die Einhaltung der Regeln des IRC-Netzes wachen
- größere Differenzen zwischen Benutzern schlichten
- Maßnahmen gegen User/IRC-Clients ergreifen (kill, G-Line, K-Line, …), die den Betrieb stören
- im Bedarfsfall Verbindungen zwischen IRC-Servern herstellen

## Identifikation von IRC-Ops
Es gibt verschiedene Wege, einen User als IRC-Op zu identifizieren bzw. zu finden:
- eine direkte Whois-Abfrage auf einen User mittels /whois <Nickname>

In der Antwort des Servers ist eine Zeile wie <Nickname> is an IRC Operator zu finden, sollte es sich um einen IRC-Op handeln.
- Identifikation anhand einer entsprechenden Hostmask, sichtbar z. B. bei einem Channeljoin
- /who 0 o (oder: /stats p) listet alle sichtbaren IRC-Ops
- in der MOTD, die mit /motd abgerufen werden kann, werden oft die IRC-Ops des verbundenen Servers genannt

Dennoch ist ein IRC-Op manchmal aus diversen Gründen nicht direkt als solcher erkennbar, beispielsweise, wenn er sich nicht entsprechend bei einem Server angemeldet hat, oder einen Usermode gesetzt hat, der seinen Status verdeckt.

## Vergabepraxis
Der Status des IRC-Operators wird von den IRC-Admins der jeweiligen Server bzw. der Leitung des IRC-Netzes vergeben. Obwohl die Vergabepraxis in den einzelnen IRC-Netzen unterschiedlich geregelt ist, lassen sich oft folgende Übereinstimmungen feststellen:
- IRC-Op Privilegien werden nicht auf Anfrage vergeben
- Der Status wird nur bei Bedarf vergeben
- Die Entscheidungen darüber werden durch die Administratoren getroffen
- Größere Netze besitzen meist Gremien zur Vergabe